# Fort Mosta
Fort Mosta (wcześniej pisany jako Fort Musta, (malt. Il-Fortizza tal-Mosta) jest to fort poligonalny w Moście na Malcie. Został zbudowany przez Brytyjczyków w latach 1878-1880. jako część Victoria Lines. Jest wciąż w użytkowaniu przez Armed Forces of Malta jako skład amunicji. Nie jest dostępny dla publiczności.

## Historia

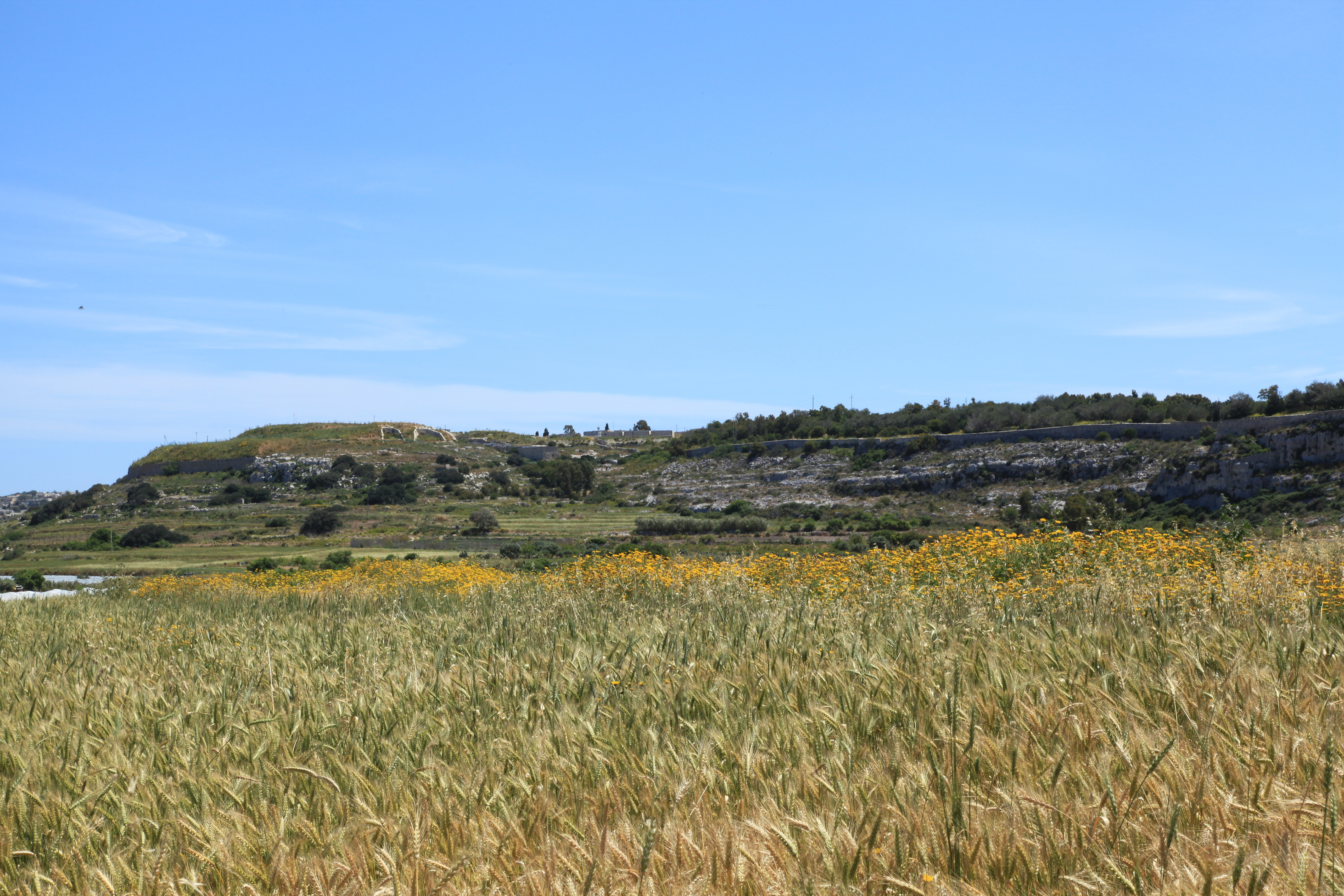
Fort Mosta (po lewej) oraz Victoria Lines (po prawej) widziane z okolic Saint Paul’s Bay

Fort Mosta został zbudowany przez Brytyjczyków jako część Victoria Lines, linii fortyfikacji wzdłuż północnej części Malty, odcinającej ją od bardziej zaludnionej części południowej. Jest to jeden z trzech fortów zbudowanych wzdłuż linii, pozostałe dwa to Fort Binġemma i Fort Madalena.
Fort jest położony w najbardziej strategicznym miejscu Victoria Lines, zajmując front klifu u wylotu doliny Wied il-Għasel. Według George’a Grognet de Vasse (francuski architekt, projektant Rotundy w Moście), miejsce ma strategiczne znaczenie od czasów prehistorycznych, wcześniej znajdowała się tam twierdza i osada z epoki brązu, której pozostałości można było tam znaleźć. Kiedy Brytyjczycy wybrali to miejsce na budowę fortu, prawdopodobnie zniszczyli prehistoryczne artefakty, jakkolwiek nie są znane żadne dowody na ich istnienie. Na przekór temu, pod fortem znaleziono katakumby, datowane na IV lub V wiek n.e., i ciągle one tam istnieją.
Fort został zbudowany jako ostatni z trzech wielkich fortów na Victoria Lines. Jego budowa została zatwierdzona w roku 1873, kiedy budowa pozostałych fortów rozpoczęła się w roku 1875 (Fort Binġemma) oraz 1878 (Fort Madalena), prace nad Fortem Mosta nie ruszyły przed wizytą generała Johna Simmonsa (który później w roku 1884 został Gubernatorem Malty) w lutym 1878 roku. Budowa rozpoczęła się wkrótce po tej wizycie.
Fort składa się z dwóch części: pięciokątnej osłony, otoczonej rowem obronnym, oraz baterii na zewnątrz murów. Są one połączone przez sally port. W odróżnieniu od dwóch pozostałych fortów, Fort Mosta nie posiadał dział z gwintowaną lufą, ładowanych od przodu, ponieważ nie był przewidziany do obrony przybrzeżnej. Pierwotnie uzbrojony był w 64-funtowe działa z gładką lufą, później zaś w 6-calowe działa ładowane od tyłu.
Victoria Lines została opuszczona w roku 1907, zaledwie osiem lat po jej ukończeniu, ponieważ została uznana za obiekt o wątpliwej wartości obronnej. Chociaż Fort Binġemma i Fort Madalena ciągle były używane do obrony wybrzeża, Fort Mosta stracił większość swojej militarnej wartości. Przed rokiem 1940 zaczął być wykorzystywany jako skład amunicji.

## Dziś
Fort Mosta jest wciąż używany jako skład amunicji dla Armed Forces of Malta. Jest chroniony przez Ammunition Depot Guards (Straż Składu Amunicji), część składową Ammunition & Explosives, Storage & Disposal Squadron 3. Regimentu AFM. Sekcja Psów Policyjnych policji maltańskiej również posiada tutaj swoją kwaterę.
Od kiedy jest zajmowany przez armię i policję, fort nie jest dostępny dla publiczności.
Choć armia podejmuje wysiłki, aby utrzymać fort w dobrym stanie, wymaga on jednak ciągle szczególnej uwagi, ponieważ zbudowany został na niebieskiej glinie, a to szkodzi konstrukcji budowli.